# Dexamenus
Dexamenus (Oudgrieks Δεξαμενός / Dexamenós) is een naam uit de Griekse mythologie die op verschillende personen en mythologische wezens kan slaan:
- Een centaur die in Bura in Achaia leefde.
- De koning van Olenus en de vader van Deianeira. Tijdens het verblijf van Hercules bij de koning probeerde Deianeira hem te verleiden, waarmee ze aan hem de belofte onttrok om terug te komen en met haar te trouwen. Tijdens zijn afwezigheid dong de centaur Eurytion echter naar haar hand. Koning Dexamenus gaf toe en huwelijkte zijn dochter uit. Op de huwelijksdag keerde Hercules onverwacht terug en doodde Eurytion.

## Antieke bronnen
- Apollodorus, II 5.5, 91.
- Callimachus, Hymn. IV 104.
- Diodorus Siculus, IV 33.1, 69.2.
- Hyginus, Fabulae 31, 33.
- Pausanias, V 3.3, VII 19.9.